# Deutsche Gesellschaft für Allgemeine und Krankenhaus-Hygiene
Die Deutsche Gesellschaft für Allgemeine und Krankenhaus-Hygiene e.V. (DGKH) mit Sitz in Berlin  ist eine medizinische Fachgesellschaft, die sich mit der Verhütung und Bekämpfung krankenhaus- und praxisassoziierter Erkrankungen mit den Schwerpunkten Infektionsprophylaxe, Gesundheitsförderung und Umweltschutz auseinandersetzt.
Ziel der Gesellschaft ist die Erreichung bestmöglichen hygienischen Niveaus in allen medizinischen Bereichen, zur Förderung der wissenschaftlichen Arbeit, der Vermittlung ihrer Erkenntnisse sowie des Dialogs zwischen Hygienikern, Klinikern, ambulant tätigen Ärzten und Zahnärzten sowie Schwestern, Ökonomen, Ingenieuren und Hygienefachkräften. Ein Hintergrund sind nosokomiale Infektionen, an denen jährlich nach Schätzungen der DGKH in Deutschland etwa 800.000 Menschen erkranken und bis zu 40.000 Menschen versterben.

## Geschichte
Die Gesellschaft wurde am 3. Mai 1990 in Berlin unter anderem von Herwarth Horn, Axel Kramer, Heike Martiny, Henning Rüden, Heinz-Peter Werner, Wolfgang Weuffen und Burkhard Wille gegründet und hatte bis Ende 1990 rund 280 Mitglieder. Der erste Präsident der DGKH, Axel Kramer, war auf den Lehrstuhl für Hygiene und Umweltmedizin der Ernst-Moritz-Arndt-Universität Greifswald berufen worden und begann mit dem Aufbau der krankenhaushygienischen Überwachung des Klinikums. Die DGKH veranstaltete ab 1992 auch mehrere Fachkongresse. Bis 2002 stieg die Mitgliederzahl auf rund 715 Personen. Aktuell liegt die Zahl der Mitglieder bei mehr als 1.000. Finanziell gestützt wird der Verein durch Mitgliedsbeiträge und durch Pharmazieunternehmen und Gesundheitsunternehmen als Fördermitglieder.

## Organisation
Der Vorstand der DGKH wird von einem Präsidenten geführt, dessen Amt derzeit Martin Exner ausübt. Der Verein gliedert sich in Fachkommissionen, Sektionen, Ausschüsse und Arbeitsgruppen, wobei innerhalb dieser Strukturen zum Teil ständige oder zeitweilige Arbeitsgruppen für spezielle Aufgabengebiete tätig sind. Der Verein ist Mitglied der Arbeitsgemeinschaft der Wissenschaftlichen Medizinischen Fachgesellschaften e.V.